# 서울유람
"서울유람"은 2012년에 제작한 대한민국의 단편영화이다.

## 캐스팅
- 김태완
- 오재상
- 김재록